# Rio Tea
O Tea é um rio na província de Pontevedra, Galiza, Espanha. é um afluente do rio Minho, com 50 km de longitude. Está incluído na Rede Natura desde do ano 2000, foi declarado espaço de interesse comunitário em 2001.